# My Love (웨스트라이프의 노래)
〈My Love〉는 아일랜드의 보이 밴드 웨스트라이프가 부른 노래다. 이 곡은 2000년 10월 31일, 두 번째 스튜디오 음반인 《Coast to Coast》의 두 번째 싱글로 발매되었고, 영국 싱글 차트 1위로 데뷔하여 7번째 영국 1위를 차지했다. 이 노래는 2000년 영국에서 35번째로 많이 팔린 싱글이었다. 그것은 또한 올해의 레코드상을 받았고, 영국에서 30만장이 팔렸다.
대한민국에서, 이 싱글은 2010년 12월, 차트 시작 이후 최근 차트까지 써클 차트에서 75위 안에 머물렀다. 2018년 5월 12일, 이 노래는 대한민국의 음악 프로그램 《불후의 명곡》에서 멤버인 셰인 필런은 '전설'로 출연해 참가자들을 심사했고, 에릭 남이 이 노래를 불렀다.

## 배경
이 곡은 요르겐 엘로프손, 페르 맥누손, 데이비드 크루거, 펠레 닐렌이 작곡했고 맥누손과 크루거가 프로듀싱을 맡았다. 〈My Love〉는 C 장조의 키로 작곡되었으며, 보컬은 E4부터 A5까지이다. 이 노래는 윙스의 히트 싱글 〈Mull of Kintyre〉에서 영감을 받았다고 한다.
2019년 1월, 현재 영국에서 유료 판매와 합산 판매 모두에서 밴드의 11번째 베스트셀러 싱글이다. 또한 2019년 1월, 기준으로 영국에서 비디오와 오디오를 넘나드는 117만 개의 가장 많이 스트리밍된 다섯 번째 싱글이다. 2019년 4월 2일, 현재, 그들의 모국인 아일랜드에서 7번째로 가장 많이 스트리밍된 곡이다. 2021년 1월 기준으로 이 싱글은 유튜브에서 가장 성공적이고 인기 있는 싱글이다.

## 곡 목록
| 영국 CD1 1. "My Love" (radio edit) 2. "If I Let You Go" (USA mix) 3. Enhanced section 영국 CD2 1. "My Love" (radio edit) 2. "My Love" (instrumental) 3. Enhanced section | 영국 카세트 및 유럽 CD 싱글 1. "My Love" (radio edit) 2. "If I Let You Go" (USA mix) 오스트레일리아 CD 싱글 1. "My Love" (radio edit) 2. "If I Let You Go" (USA mix) 3. "My Love" (instrumental) 4. Enhanced section |

## 인증
| 국가                                                                                         | 인증 | 판매량/출하량 |
| -------------------------------------------------------------------------------------------- | ---- | ------------- |
| 뉴질랜드 (RMNZ)                                                                              | 골드 | 5,000*        |
| 스웨덴 (GLF)                                                                                 | 골드 | 15,000^       |
| 영국 (BPI)                                                                                   | 골드 | 400,000       |
| *판매량을 기반으로 한 인증 · ^출하량을 기반으로 한 인증 · 판매량+스트리밍을 기반으로 한 인증 |      |               |